# Tongmenghui

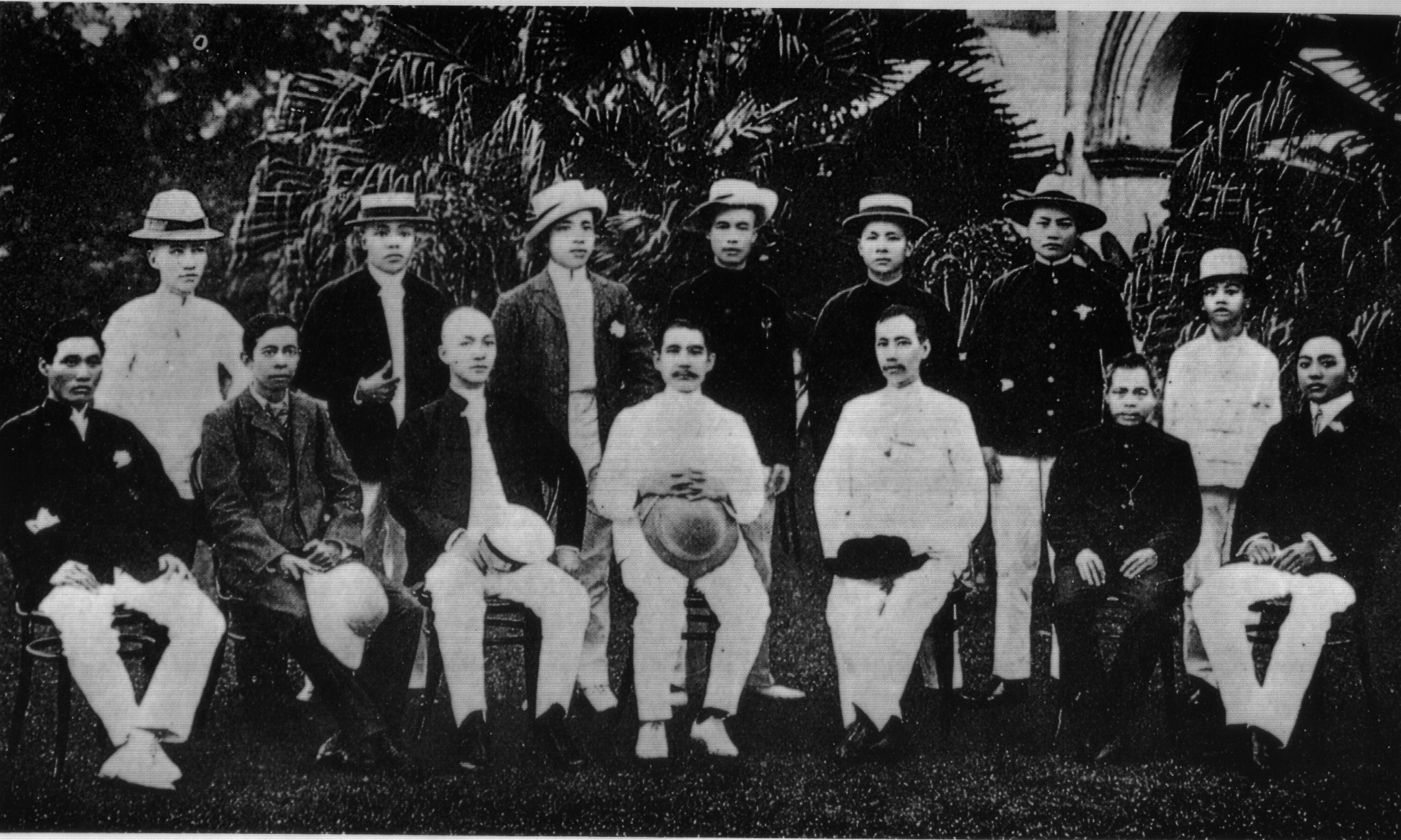
Dr. Sun Yat-sen (vordere Reihe, Mitte) mit den Mitgliedern der Sektion Singapur der Gesellschaft Tongmenghui

Tongmenghui (chinesisch 同盟會 / 同盟会, Pinyin Tóngménghuì, W.-G. T'ung-meng Hui – „wörtlich: Allianz-Bund, sinngemäß: Bund der (revolutionären) Allianz“, kurz von 中國(革命)同盟會 / 中国(革命)同盟会,  Zhōngguó (Gémìng) Tóngménghuì) war eine von Sun Yat-sen 1905 in Tokio gegründete Gesellschaft. Sie war ein Zusammenschluss aus mehreren kleinen revolutionären Gruppierungen, die davor autonom agierten, und verstand sich zu Anfang noch als Geheimgesellschaft. Die Tongmenghui-Vereinigung wird gelegentlich auch mit „Schwurbund“ übersetzt.

## Geschichte
Das Programm wurde am 30. Juli 1905 in Abwesenheit Sun Yat-sens verabschiedet und enthält 16 Schriftzeichen: “驅除韃虜，恢復中華，創立民國，平均地權” (Qūchú Dálǔ huīfù Zhōnghuá chuànglì Mínguó píngjūn dìquán). Sinngemäß: „Vertreibung der tatarischen Lumpen, Wiederbelebung der chinesischen Nation, Gründung einer Republik, Durchführung einer Landreform“.
Die Tongmenghui war seit ihrer Gründung bis zur Revolution von 1911, der Xinhai-Revolution, für eine Reihe von Aufständen verantwortlich. Kerngebiet ihrer Aktivitäten auf dem Festland war die Provinz Guangdong.
Nach 1911 kämpften die Mitglieder der Tongmenghui in ihren Provinzen um die Plätze in den Provinzregierungen. In der Zentralregierung der neuen Republik bestand das Kabinett ausschließlich aus Mitgliedern der Tongmenghui.
Im März 1912 wurde die Tongmenghui eine Partei. Nach langen Diskussionen und Sitzungen wurde im August 1912 die Gründung einer neuen Partei beschlossen, welche sich neben der Tongmenghui noch aus mehreren anderen Parteien zusammensetzen sollte: der Guomindang (Kuomintang).

## Bekannte Mitglieder der Tongmenghui
- Cai Yuanpei (蔡元培)
- Chen Jiongming (陳炯明)
- Chen Qimei (陳其美)
- Huang Xing (黃興)
- Hu Hanmin (胡漢民)
- Li Yuanhong (黎元洪)
- Li Yuying (Li Shizeng) (李煜瀛, 李石曾)
- Li Zongren (李宗仁)
- Liu Shifu (劉師復) (Liu Shaobin, 劉兆彬)
- Liu Shipei (劉師培)
- Qiu Jin (秋瑾)
- Song Jiaoren (宋教仁)
- Sun Yat-sen (孫逸仙)
- Tang Shaoyi (唐紹儀)
- Wang Ch’ung-hui (王寵惠)
- Wang Jingwei (汪精衛)
- Zhang Binglin (章炳麟)
- Zhao Sheng (趙聲)